# 18379 Josévandam
(18379) Josévandam, denumire internațională (18379) Josevandam, este un asteroid din centura principală de asteroizi.

## Descriere
18379 Josévandam este un asteroid din centura principală de asteroizi. A fost descoperit pe 6 noiembrie 1991 la Observatorul La Silla de Eric Walter Elst. Asteroidul prezintă o orbită caracterizată de o semiaxă mare de 2,79 ua, o excentricitate de 0,14 și o înclinație de 10,4° în raport cu ecliptica.